# سسیلیا (کنتاکی)
سسیلیا (به انگلیسی: Cecilia) یک منطقهٔ مسکونی در ایالات متحده آمریکا است که در شهرستان هاردین، کنتاکی واقع شده‌است. سسیلیا ۳٫۶۵ کیلومتر مربع مساحت و ۵۷۲ نفر جمعیت دارد و ۲۱۴٫۸۹ متر بالاتر از سطح دریا واقع شده‌است.